# 1502 w polityce

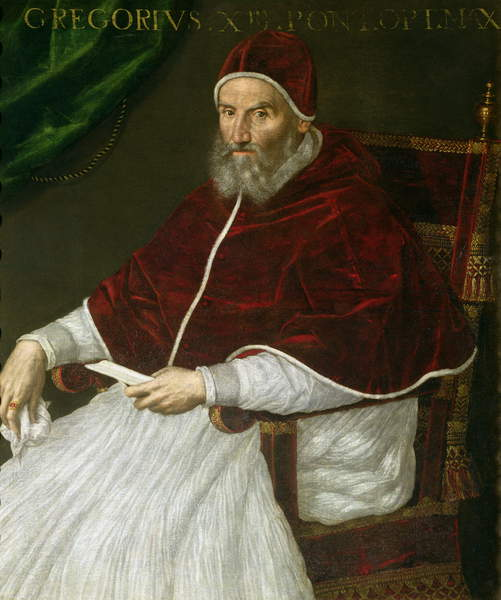
Grzegorz XIII, papież

Wydarzenia polityczne w 1502 roku.

## Wydarzenia
- Montezuma II zostaje władcą Azteków[1].

## Urodzili się
- Ugo Boncompagni, późniejszy papież Grzegorz XIII[2].
- 6 czerwca Jan III Aviz, król Portugalii (zm. 1557)[3].

## Zmarli
- Artur Tudor, książę Walii, starszy syn króla Henryka VII, brat Henryka VIII[4].